# Aurian
Aurian är den första boken av åtta i en serie om magikern Aurian och hennes kamp mot den onde magikern Miathan. Aurian har skapats av den irländska författaren Maggie Furey.

## Delar
1. Aurian
2. Aurians flykt
3. Jordens stav
4. Vindens harpa
5. I fjärran land
6. Eldens svärd
7. Återfödelsens kittel
8. Dhiammara